# Calès (Lot)
 Calès  es una comuna y población de Francia, en la región de Mediodía-Pirineos, departamento de Lot, en el distrito de Gourdon y cantón de Payrac.
Está integrada en la Communauté de communes Haute Bourriane .

## Demografía[2]
| 554 | 601 | 941 | 674 | 669 | 661 | 704 | 705 | 696 | 723 | 683 | 620 | 623 | 614 | 576 | 588 | 504 | 505 | 471 | 422 | 305 | 256 | 232 | 230 | 184 | 162 | 155 | 139 | 131 | 130 | 141 | 149 | 125 |
| Para los censos de 1962 a 1999 la población legal corresponde a la población sin duplicidades (Fuente: INSEE [Consultar]) |     |     |     |     |     |     |     |     |     |     |     |     |     |     |     |     |     |     |     |     |     |     |     |     |     |     |     |     |     |     |     |     |